# Eisenbahn-Amateur-Klub Jülich

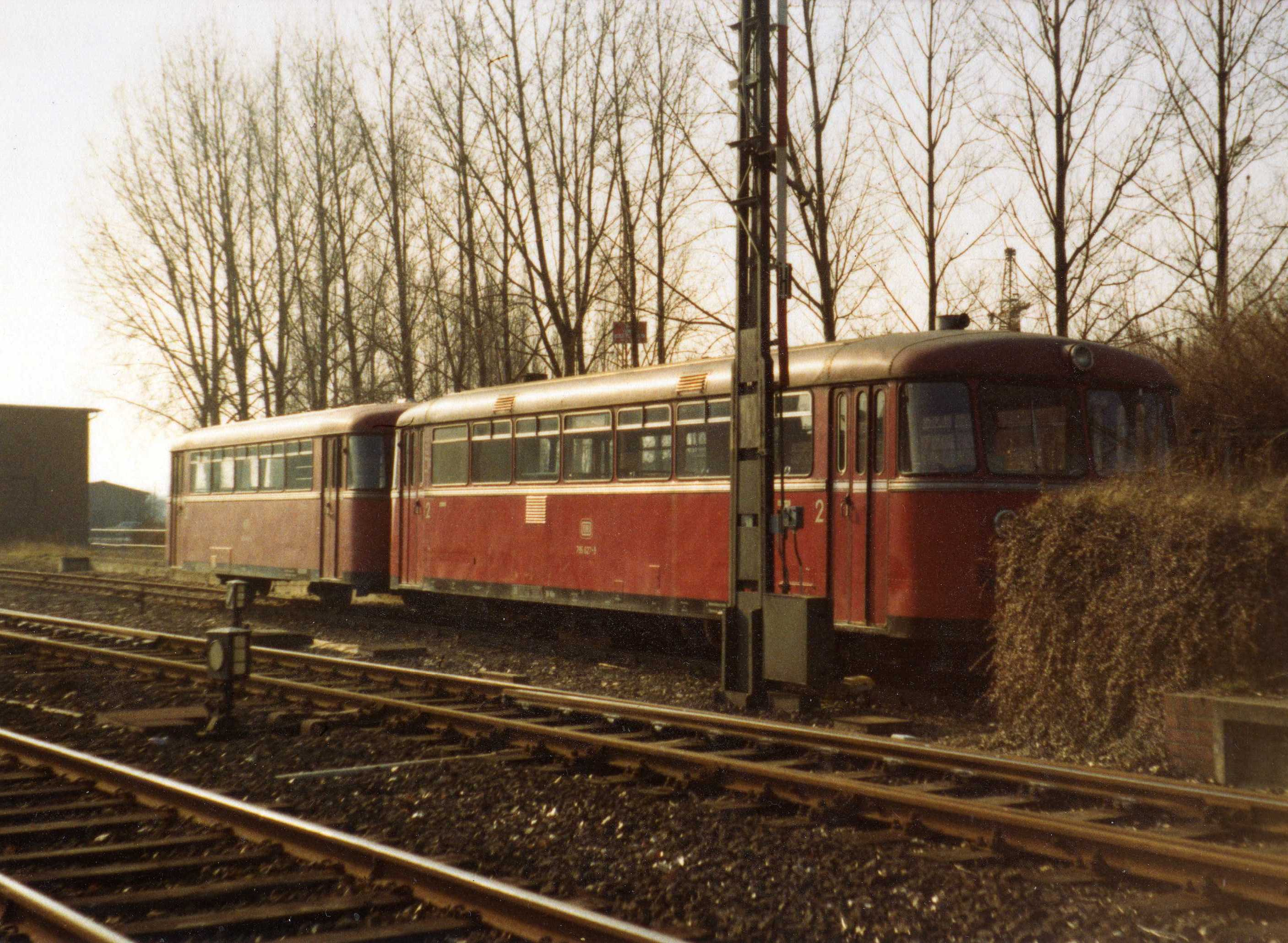
Durch zahlreiche Sonderfahrten mit einem ehemaligen DB-Schienenbus der Baureihe 795 gelangte der EAKJ ab 1981 zu großer Bekanntheit

Der Eisenbahn-Amateur-Klub Jülich e.V. (abgekürzt EAKJ) ist ein Verein in Jülich, der sich seit seiner Gründung 1976 mit verschiedenen Aspekten der Eisenbahn befasst. In der Anfangszeit trat er vor allem durch Filmabende, den Bau einer großen Modellbahnanlage sowie eine Reihe von Büchern zur lokalen Eisenbahngeschichte in das Bewusstsein der Öffentlichkeit. Von 1978 bis 2001 besaß er mehrere von der Deutschen Bundesbahn (DB) übernommene Schienenfahrzeuge, darunter eine Dampflokomotive der Baureihe 50, die er auf zahlreichen Ausstellungen und Bahnhofsfesten präsentierte, was den Klub überregional bekannt machte. Zu den klubeigenen Fahrzeugen zählten auch fahrfähige Schienenbusse, mit denen der EAKJ eine große Zahl von öffentlichen Sonderfahrten zu Zielen im Umkreis von 100 km und mehr unternahm, was ihn in den 1980er und 1990er Jahren zu einer festen Größe in Jülich und im ganzen Kreis Düren machte. Nach dem Ende der Schienenbus-Sonderfahrten liegt der Schwerpunkt der Tätigkeiten nun auf der klubeigenen Modelleisenbahn im Jülicher Bahnhofsgebäude sowie dem Bau zahlreicher Modellbahn-Module, deren ständig wachsende Anzahl und Qualität in der Regel mindestens jährlich auf Ausstellungen der Öffentlichkeit präsentiert werden.

## Entwicklung

### Vorgeschichte und Umfeld

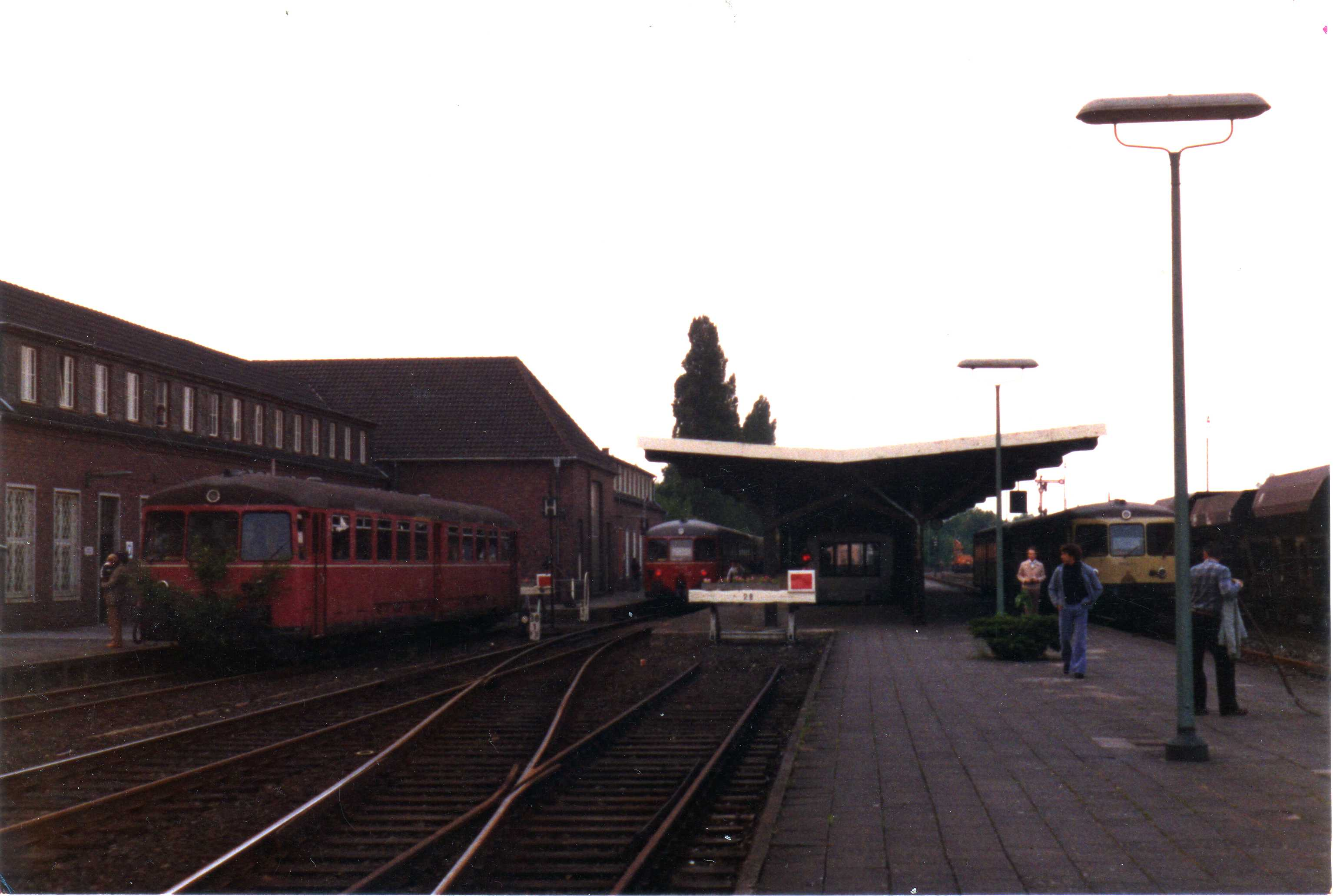
Bahnhof Jülich 1980, als er seine Bedeutung als Nebenbahnknoten endgültig verlor

Obwohl Jülich mit heute gut 30.000 Einwohnern eine eher kleine Stadt ist, bestanden hier günstige Bedingungen für die Entstehung eines aktiven Eisenbahnklubs. Die frühere Kreisstadt Jülich war durch Bundesbahnstrecken in fünf Richtungen sowie eine kreiseigene Bahnlinie mit den umgebenden Städten verbunden. Als Nebenbahn-Knotenpunkt verfügte der Bahnhof Jülich über ausgedehnte Gleisanlagen und bis 1962 über ein eigenes Bahnbetriebswerk zur Versorgung der damals üblichen Dampflokomotiven. Der Güterverkehr war durch die Zuckerfabrik Jülich und eine große Papierfabrik sowie zahlreiche kleinere Unternehmen bis in die späten 1960er Jahre erheblich, zudem bestand bis 1964 südlich der Stadt das Bundesbahn-Ausbesserungswerk Jülich (AW). All dies führte dazu, dass in Jülich sehr viele Menschen bei der Bundesbahn arbeiteten, die großenteils auch in Jülich oder den umgebenden Dörfern wohnten, wodurch die Stadt spätestens ab 1918 den Charakter einer Eisenbahnerstadt erhalten hatte.
Nachdem die DB in den 1950er Jahren in und um Jülich zunächst die Kriegsschäden beseitigte und dann versuchte, durch Einrichtung etlicher neuer Haltepunkte und Umstellung von Dampfzügen auf Schienenbusse den Betrieb attraktiver und kostengünstiger zu machen, zog sich die Bahn ab den 1960er Jahren langsam aber sicher aus Jülich zurück: Ab 1961 fuhren sonntags keine Züge mehr nach Aachen Nord und Stolberg, 1968 stellte die DB den gesamten Personenverkehr Richtung Linnich – Baal – Dalheim ein, 1971 endete der Personenverkehr auf der Jülicher Kreisbahn. Ab 1975 fuhren sonntags auch nach Düren und Mönchengladbach keine Züge mehr und samstags nicht mehr nach Aachen Nord. Zudem stellte der DB-Vorstand 1975 Pläne für ein sogenanntes Betriebswirtschaftlich optimales Netz vor, deren Umsetzung bedeutet hätte, dass Tausende Kilometer Nebenstrecken stillgelegt worden wären. Den Einwohnern Jülichs, die damals noch zu großen Teilen kein eigenes Auto hatten, wurde bewusst, dass ihre örtliche Eisenbahn als Garant von Mobilität vom Verschwinden bedroht war.
Auch den deutschen Dampflok-Enthusiasten war schmerzlich bewusst, dass die DB noch im selben Jahrzehnt ihre letzte Dampflok ausmustern würde. Dass die DB allerdings 1977 ein komplettes Fahrverbot für Dampflokomotiven auf all ihren Strecken erlassen und acht Jahre lang durchsetzen würde, wusste man Mitte der 1970er Jahre noch nicht.

### Gründungsjahre: 1970er bis 1990er Jahre

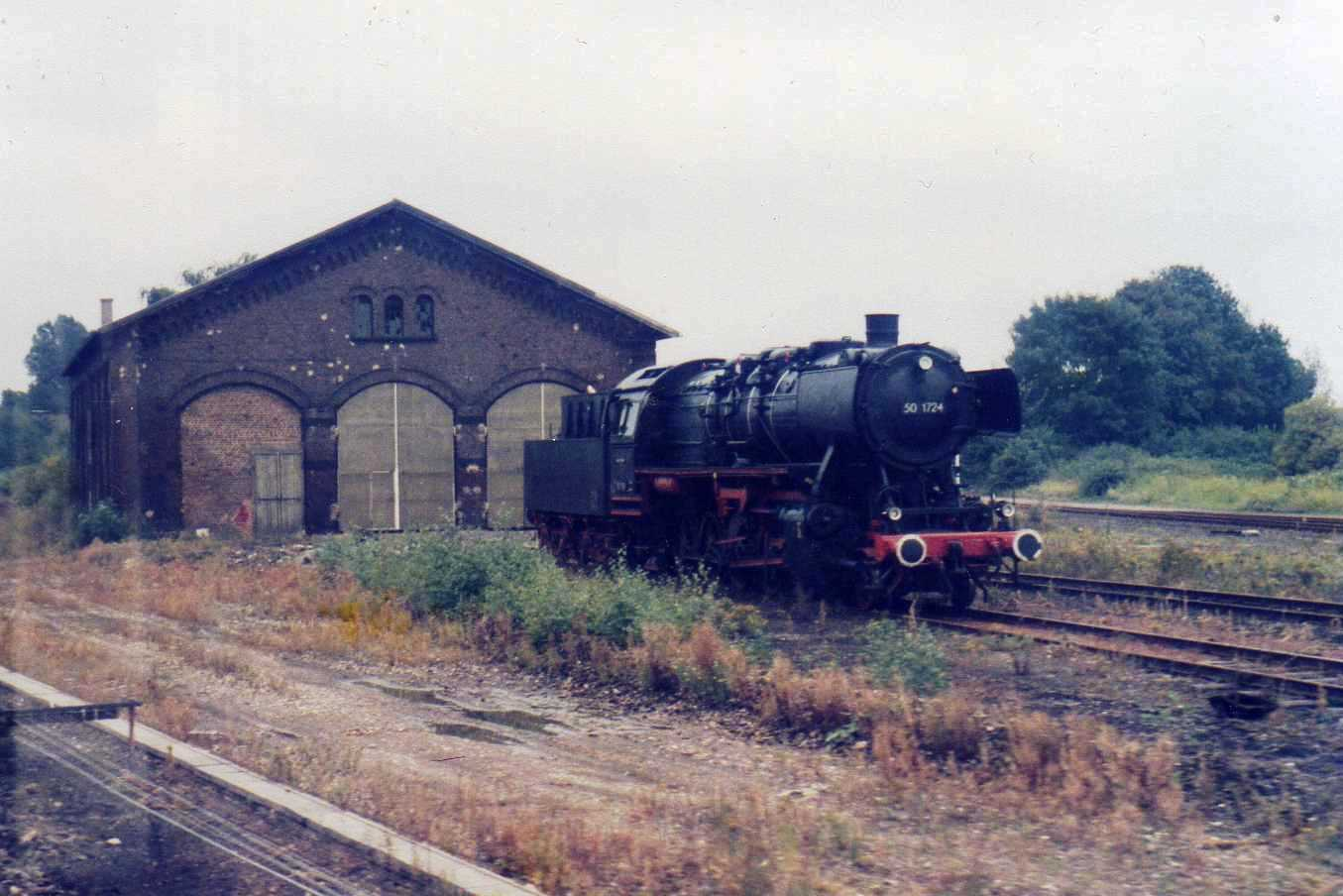
Dampflok 50 1724 des EAKJ vor dem Jülicher Lokschuppen, 1985

In dieser Situation gründete sich (nach einem erfolglosen ersten Versuch 1970) am 17. Mai 1976 der EAKJ als eine Gruppe von Eisenbahnfreunden, denen die Bahn in irgendeiner Weise am Herzen lag. Während die Modellbahn-Interessierten direkt 1977 mit dem Bau einer Großanlage im Jülicher Bahnhofsgebäude begannen, erwarben die Dampflokfreunde 1978 die von der DB ausgemusterte Lok 50 1724, und die Betriebseisenbahner, die Freude am Organisieren und Durchführen von Ausstellungen, Ausflugs- und Museumsfahrten hatten, kamen ab 1981 zum Zuge, als der EAKJ einen alten Schienenbus von der DB übernehmen konnte. Die eher an Theorie Interessierten fanden ein Betätigungsfeld bei den anfangs zahlreichen öffentlichen Filmabenden des EAKJ sowie bei der Erstellung der umfangreichen eisenbahnhistorischen Bücher des EAKJ, welche von 1977 bis 1986 erschienen.
Als Ziele nennt der EAKJ in seiner Satzung ausdrücklich:
- Erwerb, Unterhaltung und Betrieb von historischen Eisenbahnfahrzeugen,
- Erforschung der Eisenbahngeschichte im heimatlichen Raum,
- Einrichtung einer Klubbibliothek und Anlegen eines Archivs unter Berücksichtigung der Eisenbahngeschichte des Jülicher Landes,
- Bau und Betrieb von Modellbahnanlagen.

Die ersten Jahre waren gekennzeichnet von einem raschen Wachstum der Mitgliederzahl und einer stürmischen Entwicklung auf allen Arbeitsfeldern. Besonders hervorzuheben ist der Kauf der Dampflok 50 1724, die von der DB zwecks Ausstellung auf dem Dürener Bahnhofsfest vom 9./10. September 1978 dort hingebracht und noch im selben Monat vom EAKJ käuflich erworben wurde.
Im August 1979 erwarb man von der DB den Schienenbus 795 627-9 mitsamt Beiwagen 995 497-5, welche im Herbst 1980 im AW Kassel eine Hauptuntersuchung erhielten und ab 1981 für Ausflugsfahrten des EAKJ eingesetzt wurden. Diese Fahrten führten oft nach Heimbach (Eifel) oder anderen touristisch interessanten Zielen in der Region, die sich mit vertretbarer Fahrzeit über die Schiene erreichen ließen.
Eine besondere Rolle bei den Sonderfahrten spielte die Strecke der Jülicher Kreisbahn (JKB) nach Puffendorf. Da der EAKJ sich hierbei nicht mit der DB abstimmen musste, waren die Fahrten wesentlich einfacher zu organisieren, außerdem zogen die Fahrten auf dieser ansonsten seit 1971 im Personenverkehr stillgelegten Route viele Jülicher an, die „ihre“ alte Kreisbahn aus Nostalgie nochmals oder erstmals benutzen wollten. Die ursprünglich nur bis zum Fahrtziel Barmen und dem dortigen Naherholungs- und Naturschutzgebiet geplanten JKB-Fahrten wurden daher bis nach Ederen ausgedehnt, dessen touristische Bedeutung relativ gering ist, wo aber gute Rangiermöglichkeiten bestanden. Die erste JKB-Fahrt fand am 22. August 1981 statt.
Besonders rege Nachfrage verzeichneten die Nikolausfahrten auf der JKB-Strecke (mit Kinderbescherung durch einen verkleideten Nikolaus). Genügten 1981 noch 2 Fahrten, so steigerte sich diese Zahl bis 1995 auf 19 Fahrten, um dann bis 1997 auf 12 Fahrten abzunehmen. 1997 war das letzte Jahr, in dem der EAKJ Nikolausfahrten anbot. Die JKB-Strecke befuhr der EAKJ letztmals am 13. April 1998 (Ostermontag).
Zur Dampflok 50 1724 gab es anfangs Ideen, sie wieder betriebsbereit zu machen und auf der JKB-Strecke unter Dampf einzusetzen, womit man das nur für DB-Strecken geltende Dampflokverbot umgangen hätte. Diese Pläne ließen sich jedoch wegen der immensen Kosten für eine Hauptuntersuchung nicht realisieren. Der EAKJ beschränkte sich daher darauf, die Lok zu pflegen, rollfähig zu erhalten und auf insgesamt 48 Ausstellungen in ganz Nordrhein-Westfalen und darüber hinaus als Standexemplar zu präsentieren.

### Umstrukturierungen in den 1990er Jahren

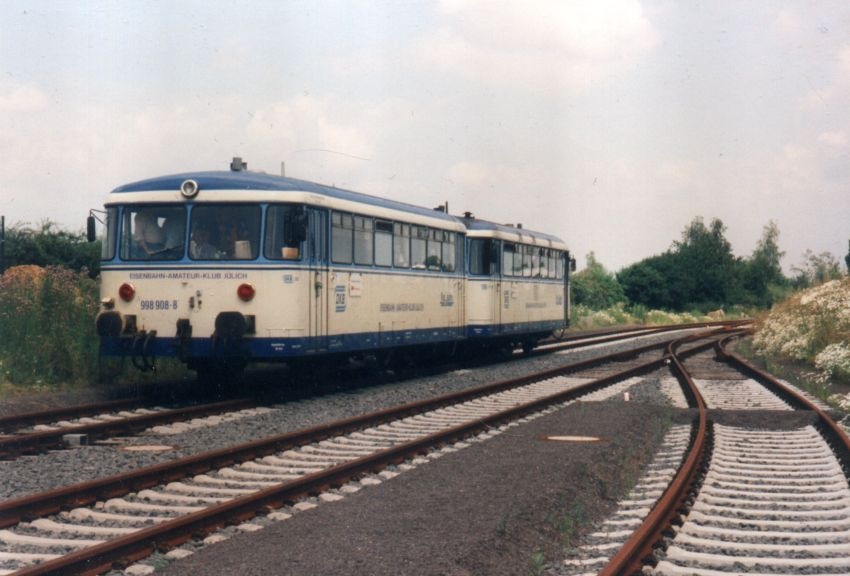
DKB-Schienenbus des EAKJ auf Sonderfahrt in Düren-Distelrath, 1997

Da mit der 1994 neu gegründeten Deutschen Bahn AG klassische Bahnhofsfeste im alten geschäftsfeld-übergreifenden Geist der Bundesbahn immer seltener wurden, gleichzeitig aber ein Transport zu Ausstellungsorten immer kostspieliger und komplizierter, verkaufte der EAKJ seine Dampflok an den Arbeitskreis Eifelbahnen e.V., dem er die Lok am 16. September 1998 übergab.
Die Übernahme der Jülicher Bundesbahn-Strecken durch die Dürener Kreisbahn (DKB) zum Mai 1993 bedeutete, dass die DKB als Provisorium zunächst alte zweimotorige DB-Schienenbusse einsetzte. Nachdem die 1995/96 ihre neuen RegioSprinter erhalten hatte, wurden ihre Schienenbusse entbehrlich. Mit Unterstützung durch die örtliche Politik erhielt der EAKJ von der DKB am 30. August 1996 zwei zweimotorige Schienenbusse und einen Beiwagen als Dauerleihgabe. Seine alten (einmotorigen) Schienenbusse konnte der EAKJ daher am 28. September 1996 an die Köln-Bonner Eisenbahnfreunde e.V. (KBEF) übergeben. Von September 1996 bis September 1998 führte der EAKJ mit den neuen DKB-Schienenbussen an insgesamt 10 Tagen JKB-Fahrten und an weiteren 13 Tagen Sonderfahrten zu Zielen in Nordrhein-Westfalen und Rheinland-Pfalz durch. Am 15. Oktober 1998 allerdings verfügte die DKB die Stilllegung der Schienenbusse. Der EAKJ ging gerichtlich dagegen vor und gewann in der zweiten Instanz. Da bis zum Urteil keine Fahrten stattfinden konnten, übereignete die DKB die Fahrzeuge dem EAKJ in einem außergerichtlichen Vergleich am 22. November 2000 als Entschädigung für die entgangenen Einnahmen.
Am 24. September 2000 fand nach zweijähriger Pause wieder eine EAKJ-Schienenbusfahrt statt, die allerdings wegen technischer Mängel in Düren abgebrochen werden musste und ihr Ziel Altenahr nie erreichte. 2001 erfolgte eine Hauptuntersuchung der Fahrzeuge. Jedoch wurden eigene Fahrten für den EAKJ aus zahlreichen Gründen immer schwieriger: DB Imm verkaufte den vom EAKJ angemieteten Jülicher Lokschuppen, für Sonderfahrten wurden inzwischen Trassennutzungsentgelte bei der DB Netz fällig, für Halte auch Stationsgebühren bei der DB Station&Service, die Start- und Zielstrecke Jülich – Düren wurde durch den DKB-Taktverkehr immer dichter belegt, und die JKB-Strecke von Kirchberg nach Ederen wurde von der DKB als unbefahrbar erklärt. Daher verkaufte der EAKJ die Fahrzeuge und übergab sie am 12. Oktober 2001 an die EBM Touristik GmbH Gerolstein, die „Schuppenmannschaft“ traf sich letztmals am 27. April 2002.

### Heutiger Stand

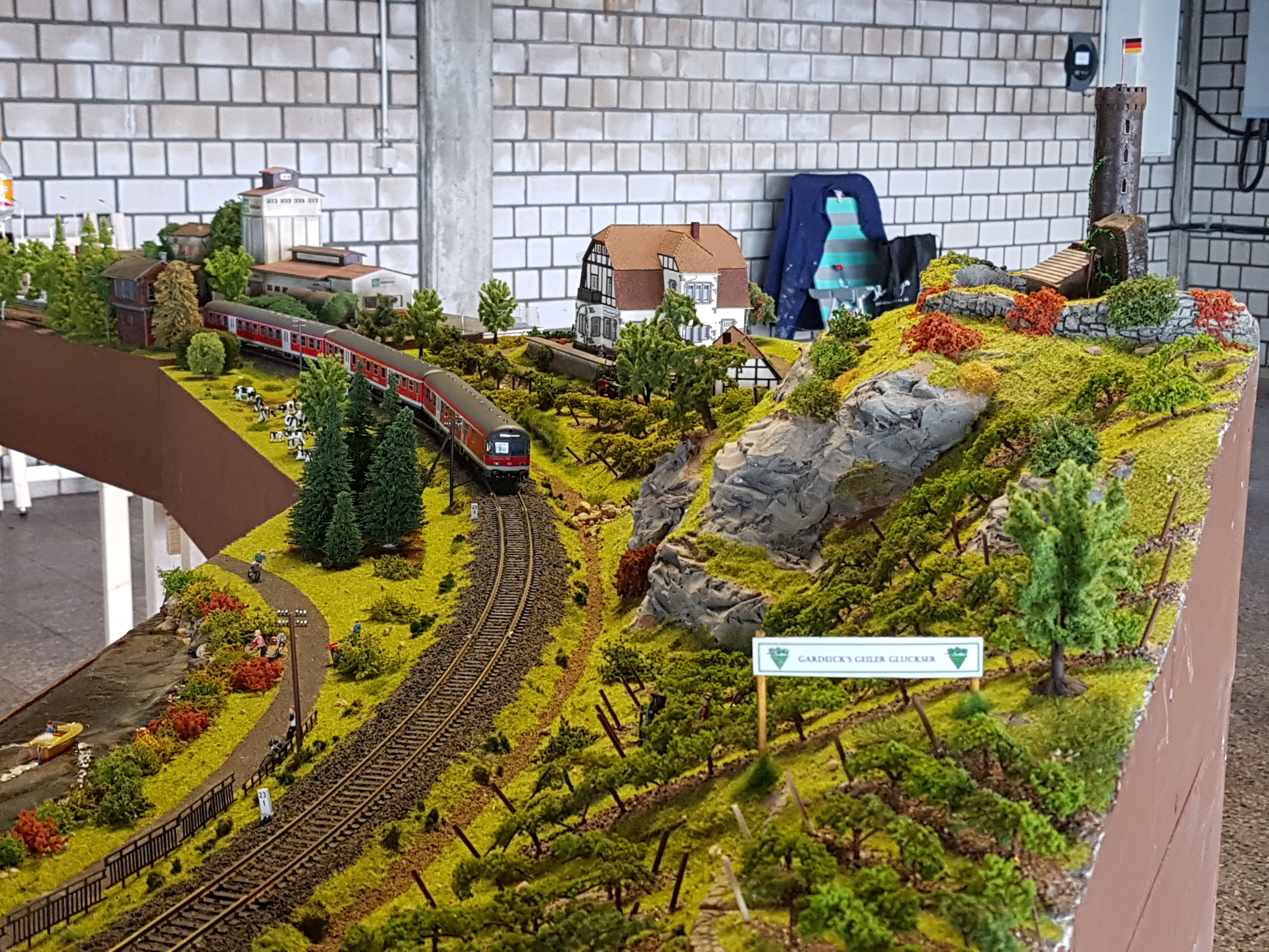
Drei Module einer „Moselschleife“ bilden einen kleinen Teil der EAKJ-Modulanlage, hier bei einem Probeaufbau 2018

Bis heute (Stand: 2019) verblieb das Arbeitsgebiet Modellbahn, das zunächst mit der Klubanlage im Jülicher Bahnhofsgebäude gepflegt wurde. Diese Anlage wurde 2013 in der WDR-Sendung „Landesschau“ im Fernsehen vorgestellt. Traditionell bietet der EAKJ auf seiner stationären Anlage mindestens einmal jährlich einen offenen Fahrtag für Jedermann an.
Um jedoch auch neue Mitglieder und insbesondere Jugendliche anzusprechen, setzte die EAKJ-Leitung auf ein neues zweites Standbein: Den Modulanlagen-Bau. Beim Tag der offenen Tür am 17. April 2016 anlässlich seines 40-jährigen Bestehens stellte der EAKJ erstmals seine Module (und die seiner Mitglieder) zu einer weit gestreckten Anlage zusammen, auch der MEC Aachen und die Modellbahngemeinschaft Kerpen-Düren (MGKD) waren mit ihren Anlagen im Jülicher Bahnhof zu Gast. Seitdem beteiligt sich der EAKJ etwa einmal pro Jahr mit seiner Modulanlage an größeren Ausstellungen und präsentiert dort jeweils den aktuellen Entwicklungsstand. Zudem begannen im Sommer 2019 auf der stationären Klubanlage Arbeiten zur Integration von Modulen, so dass die Vorteile beider Konzepte miteinander kombiniert werden können.
Im Oktober 2019 zählte der EAKJ 45 Mitglieder zwischen 14 und 84 Jahren. Von den vier Vorstandsmitgliedern des Gründungsjahres war der langjährige Vorsitzende Hans-Dieter Walter zu diesem Zeitpunkt noch als Ehrenvorsitzender im Verein aktiv. Zum Vergleich: Im April 1977 hatte der EAKJ 36 Mitglieder, von denen 6 in einer speziellen Jugendgruppe angesiedelt waren.